# Konstantin Rausch
Konstantin Rausch (in russo Константин Викторович Рауш?, Konstantin Viktorovič Rauš; Koževnikovo, 15 marzo 1990) è un ex calciatore russo con cittadinanza tedesca, di ruolo difensore.

## Carriera

### Club
Il 5 maggio 2013 ha sottoscritto un contratto triennale con lo Stoccarda, valido dal 1º luglio 2013.

## Palmarès
- Campionato mondiale di calcio Under-17: Terzo posto

2007